# Ondřejník
Ondřejník är en ås i Tjeckien.   Den ligger i regionen Mähren-Schlesien, i den östra delen av landet, 290 km öster om huvudstaden Prag.